# Wabienice (gmina)

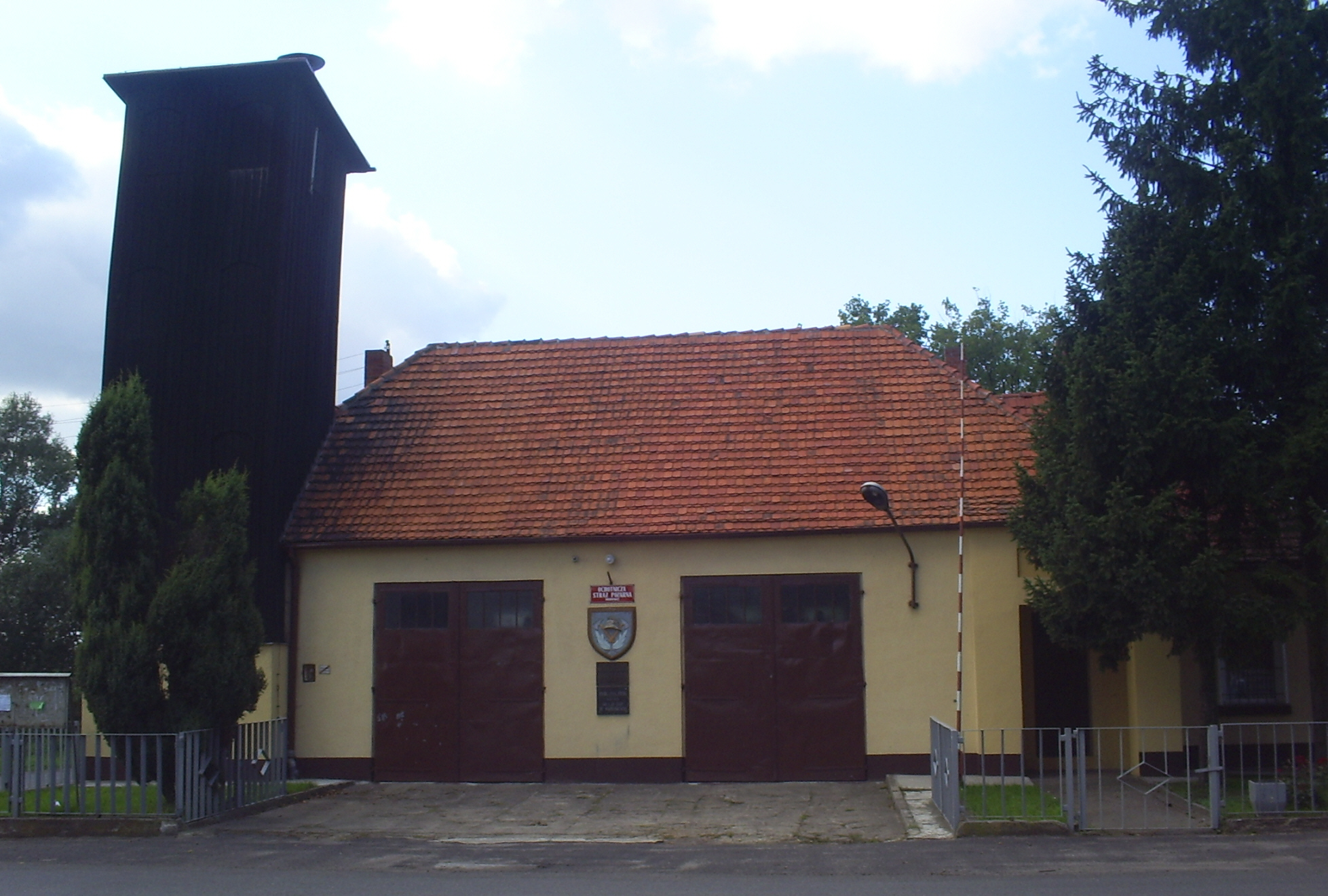
Budynek Ochotniczej Straży Pożarnej w Wabienicach

Wabienice – dawna gmina wiejska istniejąca w latach 1945–1954 w woj. wrocławskim (dzisiejsze woj. dolnośląskie). Siedzibą władz gminy były Wabienice.
Gmina Wabienice powstała po II wojnie światowej na terenie tzw. Ziem Odzyskanych (tzw. II okręg administracyjny – Dolny Śląsk). 28 czerwca 1946 gmina – jako jednostka administracyjna powiatu oleśnickiego – weszła w skład nowo utworzonego woj. wrocławskiego.
Według stanu z 1 lipca 1952 gmina składała się z 13 gromad: Bukowie, Dziadów Most, Gołębice, Gorzesław, Jemielna, Lipka, Miłowice, Pągów, Pszeniczna, Radzowice, Stronia, Wabienice i Wojciechów. Gmina została zniesiona 29 września 1954 wraz z reformą wprowadzającą gromady w miejsce gmin. Jednostki nie przywrócono 1 stycznia 1973 wraz z kolejną reformą reaktywującą gminy.